# Steudnera griffithii
Steudnera griffithii är en kallaväxtart som först beskrevs av Heinrich Wilhelm Schott, och fick sitt nu gällande namn av Joseph Dalton Hooker. Steudnera griffithii ingår i släktet Steudnera och familjen kallaväxter. Inga underarter finns listade.